# Walhalla
För andra betydelser, se Walhalla (olika betydelser).

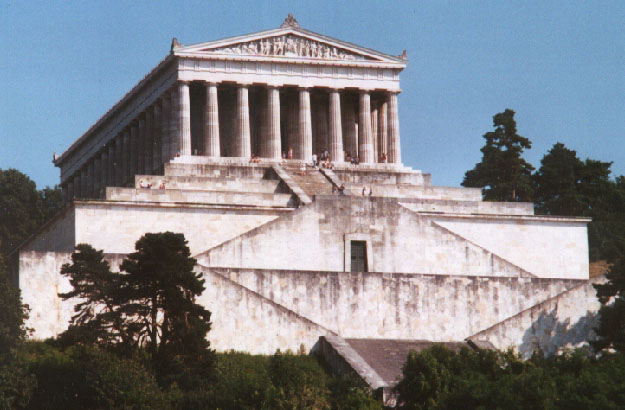
Walhalla, sedd från sydsidan

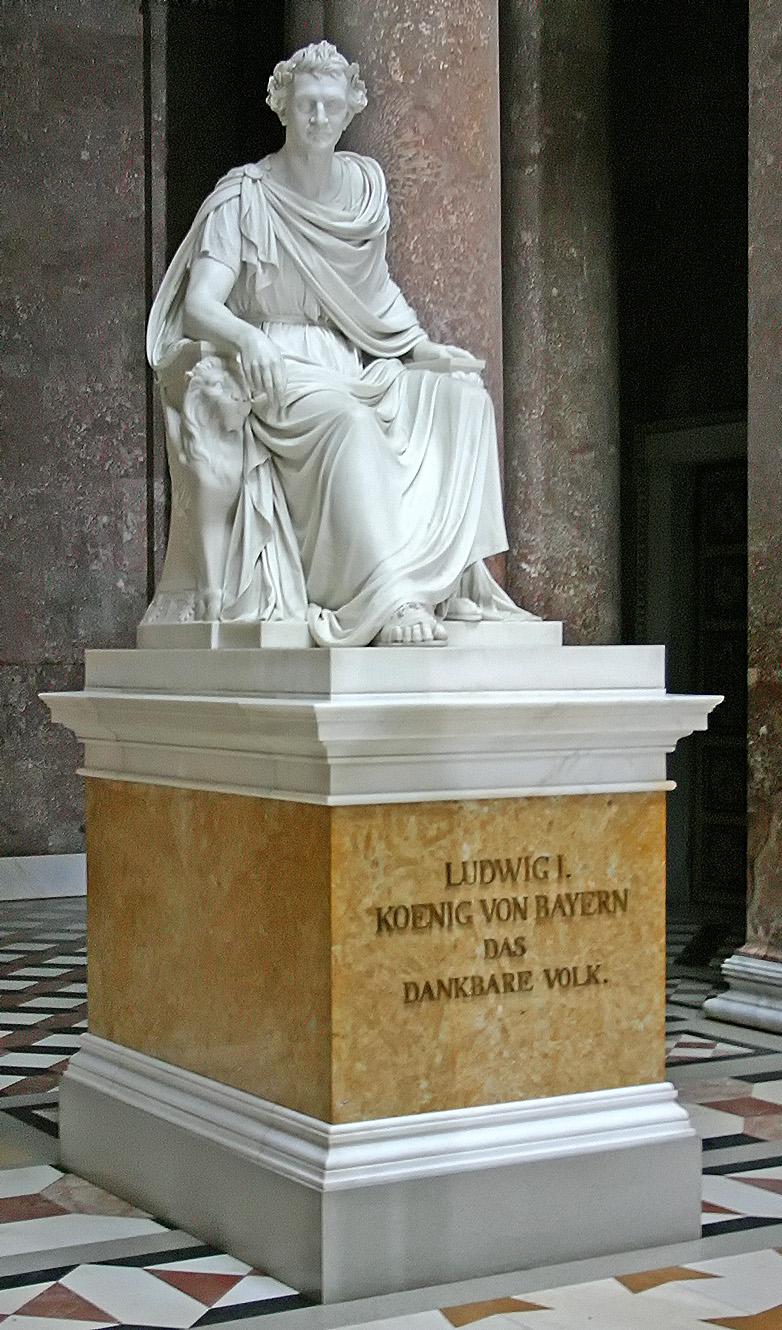
Staty av Ludvig I av Bayern.

Walhalla är en marmorbyggnad som uppfördes på en höjd vid Donau 1830-42 under Ludvig I av Bayern och tillägnades berömda personer av "Teutscher Zunge", tyskspråkiga personer. Den är belägen vid Donaustauf omkring 8 kilometer öster om Regensburg i Bayern. Den kan betraktas som en hall of fame.
Till "Teutscher Zunge" räknades bland annat låg- och högtyska och holländska, däremot inte något av de skandinaviska språken.
Den invigdes 1841. Ritningarna gjordes av Leo von Klenze. Från kullens fot leder marmortrappor upp till templets terrasslikt anordnade underbyggnad. Templet är inspirerat av Parthenon i Aten med åtta pelare på kort- och 17 på långsidan som utgör byggnadens kolonnad. Gavelfälten är smyckade med reliefgrupper av Franz Xaver Schwanthaler[]. På södra gaveln ses 15 symboliska figurer, påminnande om Tysklands återställande efter kriget mot Napoleon I, med kolossalfiguren Germania i mitten.
Byggnadens inre, som får sitt ljus genom öppningar i det med bronsplattor och förgyllningar rikt smyckade taket, pryds av segergudinnor av Christian Daniel Rauch och av en relieffris av J. M. Wagner, framställande bilder ur Tysklands forntid. Under densamma står på konsoler och postament marmorbyster av berömda män och kvinnor.

## Byster

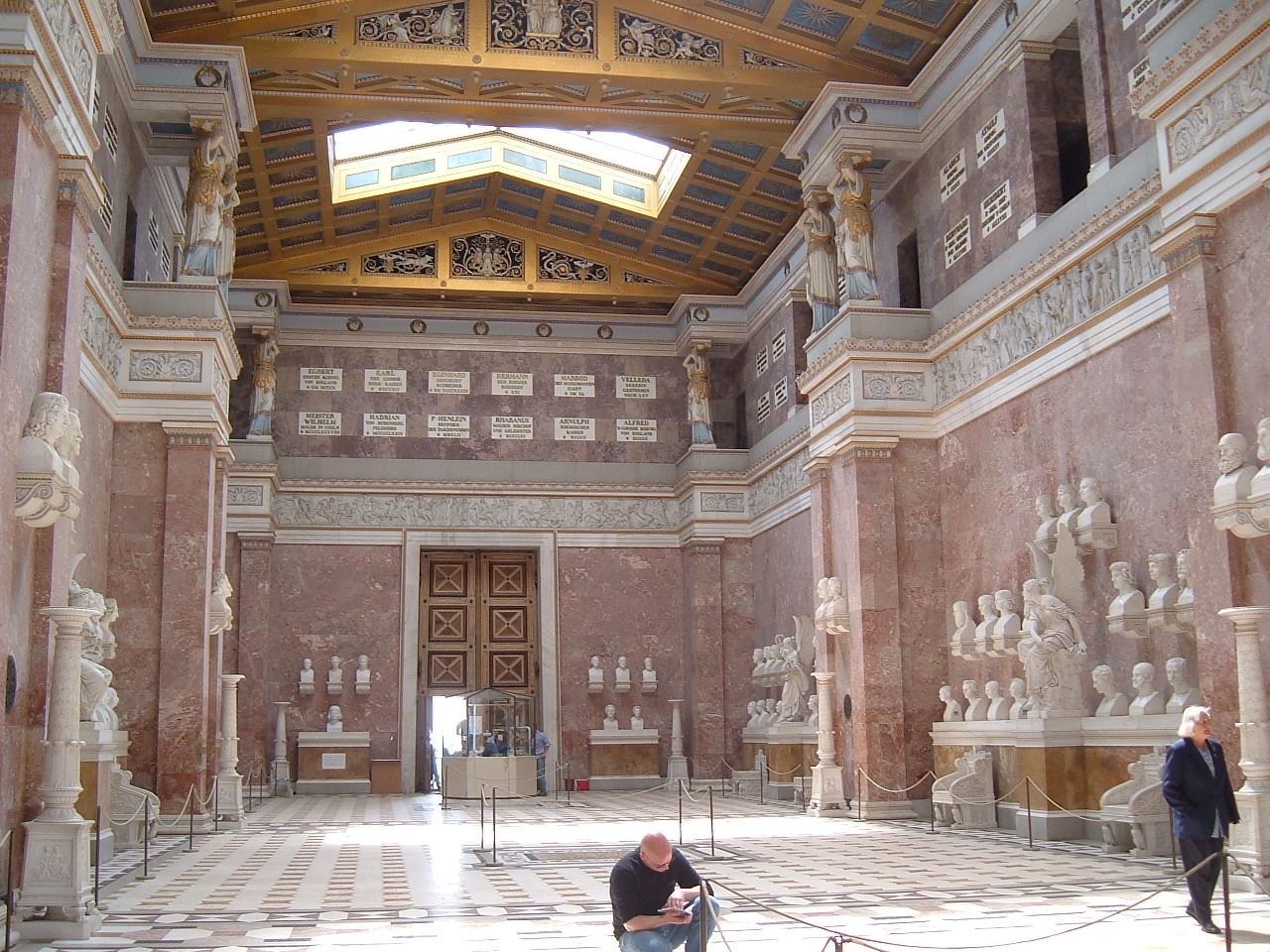
Interiör från Walhalla.

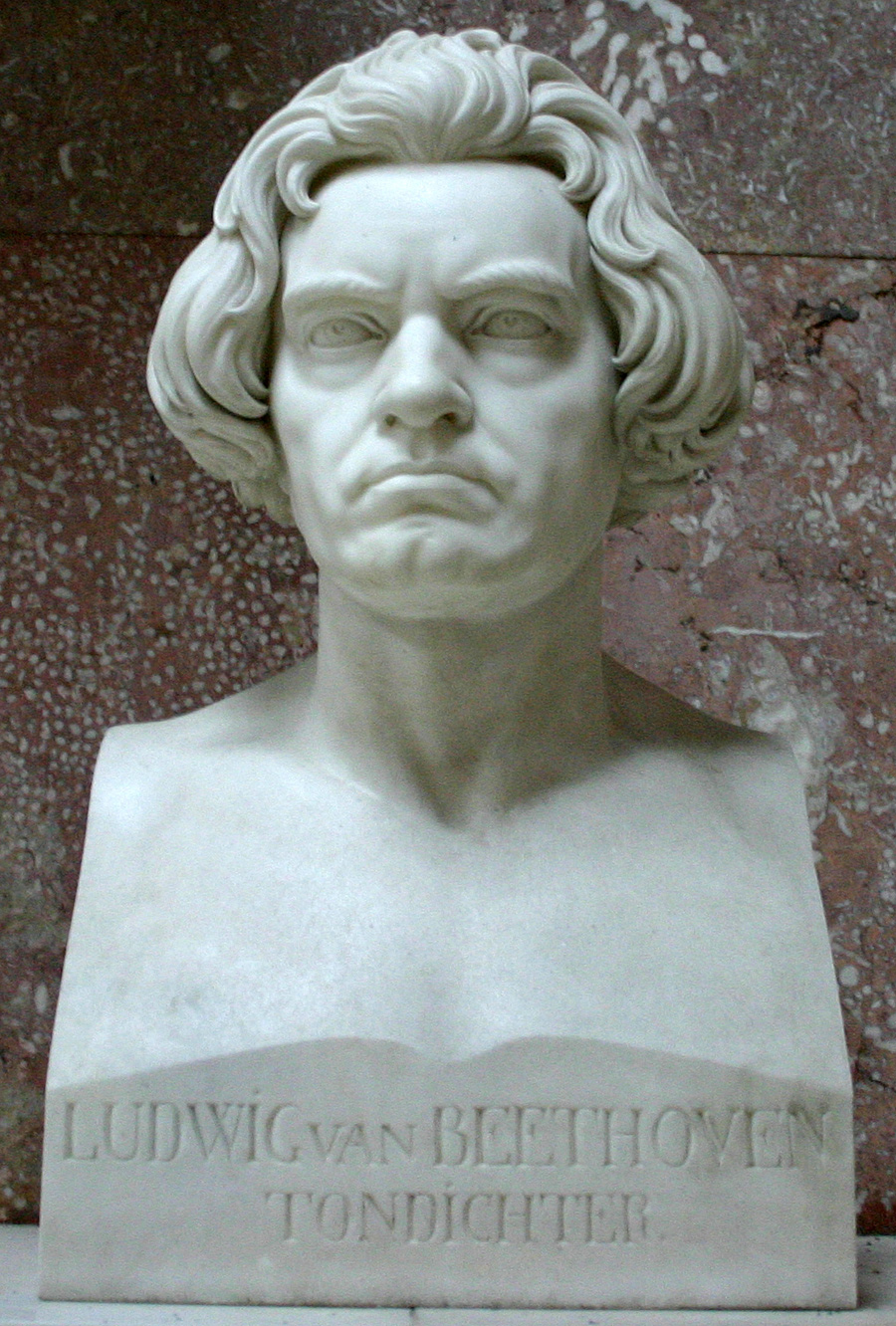
Byst av Ludwig van Beethoven.

### Vid öppnandet 1842
96 stycken, i alfabetisk ordning.
- Amalia – grevinna av Hessen-Kassel
- August II den starke – kurfurste av Sachsen och kung av Polen
- Johannes Aventinus (Johann Georg Turmair) – historiker från Bayern
- Michail Barclay de Tolly – rysk general
- Bernhard av Sachsen-Weimar – militär under trettioåriga kriget
- Gebhard Leberecht von Blücher – fältmarskalk från Preussen
- Hermann Boerhaave – holländsk läkare
- Gottfried August Bürger – tysk diktare
- Christoph – hertig av Württemberg
- Johann von Dalberg – biskop i Worms
- Hans Carl von Diebitsch-Zabalkanskij – rysk fältmarskalk
- Albrecht Dürer – tysk målare
- Anton van Dyck – flamländsk målare
- Eberhard I – hertig av Württemberg
- Julius Echter von Mespelbrunn – biskop i Würzburg
- Erasmus av Rotterdam – humanist
- Ernst der Fromme – hertig av Sachsen
- Jan van Eyck – flamländsk målare
- Karl Wilhelm Ferdinand von Braunschweig – fältmarskalk i Preussen
- Friedrich I – kurfurste av Pfalz)
- Friedrich I Barbarossa – kejsare i tyska-romerska riket
- Friedrich II den store – kung av Preussen
- Friedrich II – kung och kejsare i tyska-romerska riket)
- Friedrich Wilhelm von Brandenburg den store kurfurste – kurfurste av Brandenburg
- Georg von Frundsberg – tysk militär
- Ernst Gideon von Laudon – österrikisk fältmarskalk
- Christoph Willibald Gluck – tysk kompositör
- Johann Wolfgang von Goethe – tysk diktare
- Hugo Grotius – holländsk jurist
- Otto von Guericke – tysk ingenjör
- Johannes Gutenberg – tysk boktryckare
- Albrecht von Haller – schweizisk diktare
- Hans von Hallwyl – schweizisk patriot
- Georg Friedrich Händel – tysk kompositör
- Joseph Haydn – kompositör från Österrike
- Heinrich der Löwe – hertig av Sachsen och Bayern
- Heinrich der Vogler – hertig av Sachsen och kung av ostfrankerna
- Johann Jakob Wilhelm Heinse - tysk författare
- Berthold von Henneberg – kurfurste och biskop i Mainz
- Johann Gottfried von Herder – tysk diktare
- Friedrich Wilhelm Herschel – tysk astronom
- Hans Holbein der Jüngere – tysk målare
- Ulrich von Hutten – tysk humanist
- Immanuel Kant – tysk filosof
- Karl V – kung av Spanien och kejsare av tysk-romerska riket
- Karl V – hertig av Lothringen
- Karl X Gustav – kung av Sverige
- Katarina II den store – kejsarinna av Ryssland
- Johannes Kepler – tysk astronom
- Friedrich Gottlieb Klopstock – tysk diktare
- Konrad II – kejsare av tysk-romerska riket
- Nikolaus Kopernikus – tysk/polsk astronom
- Gottfried Wilhelm Leibniz – tysk filosof
- Gotthold Ephraim Lessing – tysk diktare
- Paris von Lodron – biskop i Salzburg
- Ludwig Wilhelm von Baden Türkenlouis – fältherre
- Maria Theresia – hertiginna av Österrike och drottning av Ungern och Böhmen
- Maximilian I, – kejsare av tysk-romerska riket
- Maximilian I – kurfurste av Bayern
- Hans Memling – holländsk målare
- Raphael Mengs – målare
- Moritz av Nassau – holländsk kapten och militär
- Moritz, greve av Sachsen – tysk fältherre
- Justus Möser – tysk historiker
- Wolfgang Amadeus Mozart – kompositör i Wien
- Johannes von Müller – schweizisk historiker
- Burkhard Christoph von Münnich – tysk fältmarskalk i rysk tjänst
- August Graf Neidhardt von Gneisenau – fältmarskalk i Preussen
- Niklaus von Flüe – schweizisk asket
- Otto I – kejsare i det tysk-romerska riket
- Paracelsus (Theophrast von Hohenheim) – schweizisk läkare
- Walther von Plettenberg – tysk präst i Livland
- Regiomontanus (Johannes Müller) – tysk astronom
- Johannes von Reuchlin – tysk humanist
- Peter Paul Rubens – flamländsk målare
- Rudolf I av Habsburg – tysk kung
- Michiel Adriaenszoon de Ruyter – nederländsk amiral
- Gerhard von Scharnhorst – preussisk general
- Friedrich von Schiller – tysk diktare
- Johann Philipp von Schönborn – biskop och kurfurste i Mainz
- Karl zu Schwarzenberg – fältmarskalk från Österrike
- Franz von Sickingen – tysk riddare
- Frans Snyders – flamländsk målare
- Karl vom und zum Stein – preussisk politiker
- Erwin von Steinbach – tysk byggmästare
- Maximilian von und zu Trauttmansdorff – österrikisk politiker
- Maarten Harpertszoon Tromp – amiral av Nederländerna
- Aegidius Tschudi – schweizisk historiker
- Peter Vischer den äldre – tysk bildhuggare och bronsgjutare
- Albrecht von Wallenstein – hertig och general under det trettioåriga kriget
- Christoph Martin Wieland – tysk diktare
- Vilhelm av Schaumburg-Lippe – fältherre under sjuårskriget
- Vilhelm I av Oranien – Nederländernas grundare
- Vilhelm III av England – kung av England, Skottland och Irland
- Johann Joachim Winckelmann – tysk arkeolog
- Nikolaus Ludwig von Zinzendorf – tysk teolog och psalmförfattare

#### Tillägg efter öppnandet 1842

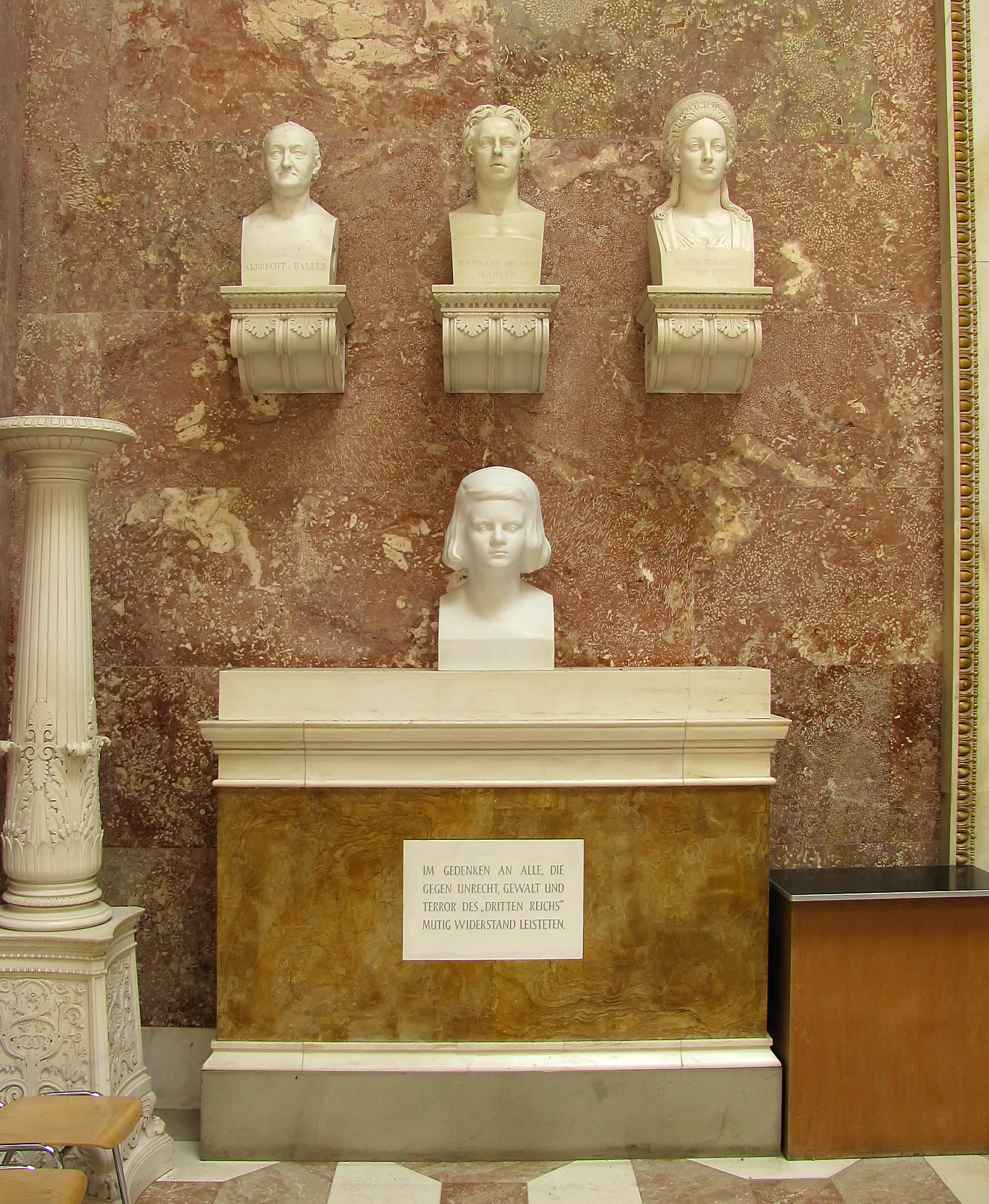
Marmorbysterna 125-128, Sophie Scholl under Albrecht von Haller, Raphael Mengs och Maria Theresia.

.
i kronologisk ordning. Årtalet anger bystens installation.
1. Martin Luther – tysk reformator (1847)
2. Karl av Österrike-Teschen – österrikisk fältherre (1853)
3. Josef Wenzel Radetzky von Radetz – fältherre från Österrike (1853)
4. Friedrich Wilhelm von Schelling – tysk filosof (1860)
5. Ludwig van Beethoven – tysk kompositör (1866)
6. Ludwig I – kung av Bayern (1890)
7. Vilhelm I – tysk kejsare (1898)
8. Otto von Bismarck – den förste tyska rikskanslern (1908)
9. Graf Helmuth von Moltke – fältmarskalk i Preussen (1910)
10. Richard Wagner – tysk kompositör (1913)
11. Johann Sebastian Bach – tysk kompositör (1916)
12. Justus Freiherr von Liebig – tysk kemist (1925)
13. Friedrich Ludwig Jahn ("Turnvater") – tysk gymnastikutvecklare (1928)
14. Franz Schubert – kompositör från Österrike (1928)
15. Johann Josef von Görres – tysk tidningsman (1931)
16. Anton Bruckner – kompositör från Österrike (1937)
17. Max Reger – tysk kompositör (1948)
18. Adalbert Stifter – författare från Österrike (1954)
19. Joseph von Eichendorff – tysk diktare (1957)
20. Wilhelm Conrad Röntgen – tysk fysiker (1959)
21. Max von Pettenkofer – tysk kemist (1962)
22. Jakob Fugger – köpman i Augsburg (1967)
23. Jean Paul – tysk författare (1973)
24. Richard Strauss – tysk kompositör (1973)
25. Carl Maria von Weber – tysk kompositör (1978)
26. Gregor Mendel – munk och naturforskare från Österrike (1983)
27. Albert Einstein – fysiker (1990)
28. Karolina Gerhardinger – tysk nunna (1998)
29. Konrad Adenauer – Västtysklands förste förbundskansler (1999)
30. Johannes Brahms - tysk kompositör (2000)
31. Sophie Scholl – tysk motståndskämpe (2003)
32. Carl Friedrich Gauss – tysk matematiker, astronom och fysiker (2007)
33. Edith Stein - filosof och helgon (2008)
34. Heinrich Heine - tysk poet (2009)